# Мараварман Куласекара Пандья I
Мараварман Куласекара Пандья I (там. முதலாம் மாறவர்மன் குலசேகர பாண்டியன்; д/н — бл. 1308) — володар держави Пандья в 1268—1308 роках.

## Життєпис
Син Садаявармана Сундари Пандьяна I. Близько 1268 року успадкував трон. Його родич Джатаварман Віра Пандьян I зберіг статус співволодаря та володіння на півночі з містом Канчі.
Напочатку 1270-х років починається війна з Нарасімхою III, володарем держави Хойсалів. 1275 року помирає Джатаварман Віра Пандьян I. 1277 року призначив молодшим співволодарем Джатавармана Сундару Пандьяна II. 1279 року нарешті здобув перемогу над Раджендрою III, знищивши державу Чола. Також було завдано поразки Хойсалам, поклавши край їх пануванню над півднем Індостану. Мараварман Куласекара Пандья I також вів війну з державою Венада в південній Кералі, в якого захопив Коллам. Водночас повстав Саваканмайндан, правитель держави Джафна.
1283 року після смерті Джатавармана Сундару Пандьяна II призначив співволодарем Мараварман Віккірамана III. Того ж року змусив Бхуванаікабаху I, володаря держави Дамбаденья, визнати зверхність Пандьї. 1285 року пандьянський правитель зумів зайняти значну частину Дамбаденьї.
Перський історик Абдулла Вассаф з Шираза описує державу часів Маравармана Куласекара як найприємніше місце проживання на землі і найприємніший частину світу. Він також стверджує, що пандьянський володар призначив першим міністром і радником араб-мусульманина Такіуддін Абдур Рахмана. Також подарував землю зі свого парку відпочинку (Васанта мандапам) Казі (Газі) Сайєду Таджуддіну, який приїхав з Оману та оселився в Мадураї. Казі Сайєд Таджуддін побудував мечеть під назвою Велика мечеть Казімар. Також сучасники описували надзвичайне багатствоправителя, в скарбниці якого начебто було 1,2 млн шматків золота. У 1290-х роках Пандью відвідав Марко Поло, прямуючи до двору ільханів в Персії.
1302 року Параккамабаху III, володар Дамбаденьї, визнав зверхність Пандьї. НАтомість його було затверджено на троні. Помер 1308 року, після чого почалася боротьба за трон між його синами Сундаром Пандьяном IV і Джатаварманом Вірою Пандьяном IV